# Municipio de Jefferson (condado de Mercer, Pensilvania)
El municipio de Jefferson  (en inglés: Jefferson Township) es un municipio ubicado en el condado de Mercer en el estado estadounidense de Pensilvania. En el año 2000 tenía una población de 2.416 habitantes y una densidad poblacional de 38.0 personas por km².

## Geografía
El municipio de Jefferson se encuentra ubicado en las coordenadas 41°14′30″N 80°18′29″O / 41.24167, -80.30806.

## Demografía
Según la Oficina del Censo en 2000 los ingresos medios por hogar en la localidad eran de $34,872 y los ingresos medios por familia eran $39,323. Los hombres tenían unos ingresos medios de $31,012 frente a los $21,964 para las mujeres. La renta per cápita para la localidad era de $17,154. Alrededor del 9,2% de la población estaban por debajo del umbral de pobreza.